# Carlos Müller Rivera
Carlos Alberto Müller Rivera (Iquique, 14 de junio de 1904 - 6 de octubre de 2006) fue un abogado y político socialista chileno. Hijo de Demetrio Müller Bustamante y Enriqueta Rivera. Contrajo matrimonio con Ernestina Reyes Mejías y en segundas nupcias con Marta Nelly Rossel Olivares (1946).

## Actividades profesionales
Educado en el Liceo de Iquique y en la Escuela de Derecho de la Universidad de Chile. Durante la época universitaria inició un movimiento revolucionario contra el gobierno de Carlos Ibáñez del Campo, por lo que fue deportado a Ecuador, donde terminó sus estudios y se tituló de abogado (1928), el que validó en Chile en 1929.
Se dedicó al libre ejercicio de la profesión en Iquique, donde se caracterizó como el abogado de los pobres. Se desempeñó también como juez suplente de La Unión (1931).
En 1932 fundó el diario Crítica, en Iquique, donde destacó siempre en la defensa de los problemas de la gente común. Hizo duras críticas al gobierno de Arturo Alessandri y el medio de comunicación fue cerrado en 1937 por orden del Ministro de Hacienda, Gustavo Ross, porque en el periódico atacaba el proyecto salitrero.
Fue jefe del departamento de Bienestar Social de la Dirección General de Investigaciones (1942-1945), abogado del Registro Civil (1945-1948) y Defensor Público en Talcahuano (1954), Calbuco (1958) y Bulnes (1959).

## Actividades políticas
Sus acciones políticas estuvieron siempre ligadas a la izquierda. Primero en el movimiento civilista del norte, en contraposición a los gobiernos de los partidos tradicionales y luego ingresó al Partido Radical Socialista.
Elegido Diputado por la 1ª Agrupación Departamental, que comprendía los entonces departamentos de Iquique, Pisagua y Arica (1933-1937). Integró la comisión permanente de Trabajo y Legislación Social. 
Se sumó a las filas del naciente Partido Socialista y fue reelegido Diputado por la misma agrupación (1937-1941). Figuró en la comisión permanente de Constitución, Legislación y Justicia.

## Otras actividades
Fue secretario y consejero del Colegio de Abogados de Tarapacá.